# Henry Kuttner
Henry Kuttner (7. dubna 1915 Los Angeles, Kalifornie – 4. února 1958 Santa Monica, Kalifornie) byl americký spisovatel science fiction, fantasy a hororů. Psal také společně se svou manželkou Catherinou Lucillou Mooreovou pod řadou pseudonymů. Patří mezi autory tzv. Zlatého věku science fiction.

## Život
Henry Kutner byl po otci potomek židovských přistěhovalců z Pruska, kteří žili v San Francisku od roku 1859. Studia na vysoké škole musel během hospodářské krize přerušit a začít pracovat pro literární agenturu svého strýce. Jako nadšený čtenář pulpových magazínů začal sám přispívat do jednoho z nich, do Weird Tales. Zde také vydal roku 1936 svou první povídku The Graveyard Rats (Hřbitovní krysy), kterou napsal pod vlivem svého literárního vzoru H. P. Lovecrafta. Přispěl rovněž několika příběhy do Lovecraftova cyklu Mýtus Cthulhu. Svou první sci fi povídku When the Earth Lived (Když Země žila) vydal roku 1937.
Lovecraft seznámil Kuttnera s mladou nadějnou spisovatelkou Catherinou Lucillou Mooreovou. Jejich první společné texty vznikly roku 1937 a v červnu roku 1940 se Kuttner s Mooreovou oženil. Ve čtyřicátých letech vydal se svou manželkou pod několika pseudonymy (nejčastěji jako Lawrence O'Donnell, Lewis Padgett nebo C. H. Liddell) více než 40 prací. Celkový soupis science fiction příběhů této autorské dvojice čítá kolem 180 položek. Jejich harmonická spolupráce prakticky znemožňuje určit, kdo z nich je skutečným autorem toho kterého textu.
Roku 1950 se mu podařilo získat magisterský titul na Univerzitě Jižní Kalifornie. Poté v jeho tvorbě science fiction vystřídaly kriminální romány. V roce 1958 zcela náhle zemřel na srdeční infarkt.
Kuttnerova tvorba je velmi originální a za autorova života nezískala příliš mnoho ocenění. Z dnešního pohledu je však zřejmé, že spolu se svou manželkou významně ovlivnil žánr science fiction. Jeho povídka Chrudošiví jsou borolové (1943, Mimsy Were the Borogoves) je tradičně řazena mezi deset nejlepších sci-fi povídek do roku 1965. Stal se pokračovatelem americké povídkářské tradice Edgara Allana Poea a Ambrose Bierceho. Svým dílem zapůsobil na takové autory, jako byli Ray Bradbury či Philip K. Dick. Roku 2004 byla jemu i jeho manželce posmrtně udělena cena Cordwainer Smith Rediscovery Award určená spisovatelům sci-fi, jejichž dílo se vyznačuje neobvyklou originalitou.

## Dílo (výběr)

### Povídky
- The Graveyard Rats (1936, Hřbitovní krysy).
- The Devil Rides (1936, Pekelní jezdci).
- Power of the Snake (1936, Síla hada).
- Laughter of the Dead (1936, Úsměv smrti).
- I, the Vampire (1937, Já, vampýr)
- When the Earth Lived (1937, Když Země žila).
- Terror in the House (1937, Hrůza v domě).
- My Name Is Death (1938, Mé jméno je smrt).
- The Time Trap (1938, Past v čase).
- Avengers of Space (1938, Mstitelé z vesmíru).
- Towers of Death (1939, Věže smrti).
- The Devil We Know (1941, Zlo, které známe), společně s C. L. Mooreovou.
- A Gnome There Was (1941, Byl jednou jeden trpaslík), jako Lewis Padgett.
- Piggy Bank (1942, Kasička), jako Lewis Padgett.
- Masquerade (1942, Maškaráda).
- Deadlock (1942, Slepá ulička), jako Lewis Padgett.
- The Twonky (1942, Twonka), česky také jako Harmonizátor, jako Lewis Padgett.
- Compliment of the Author (1942, V úctě věnuje autor), jako Lewis Padgett.
- The Iron Standard (1943, Železný standard).
- Mimsy Were the Borogoves (1943, Chrudošiví jsou borolové), jako Lewis Padgett.
- Shock (1943, Šok), jako Lewis Padgett.
- Under Your Spell (1943, Pod tvým kouzlem).
- Housing Problem (1944, Bytová krize), společně s C. L. Mooreovou.
- When the Bough Breaks (1944, Až se ucho utrhne), česky též jako Když se větev utrhne, společně s C. L. Mooreovou.
- What You Need (1945, Co potřebujete).
- Camouflage (1945, Kamufláž), jako Lewis Padgett.
- Line To Tomorrow (1945, Linka do zítřka), jako Lewis Padgett.
- Absalom (1946, Absolon).
- Vintage Season (1946, Ideální jaro), jako Lawrence O’Donnell.
- Call Him Demon (1946, Byl to démon), jako Keith Hammond.
- The Dark Angel (1946, Temný anděl), jako Lewis Padgett.
- The Cure (1946, Léčebná kúra), jako Lewis Padgett.
- Jesting Pilot (1947, Zkušební pilot), jako Lewis Padgett.
- Happy Ending (1948, Šťastný konec).
- Don't Look Now (1948, Teď se nedívejte).
- Private Eye (1949, Oko do soukromí), jako Lewis Padgett.
- The Sky Is Falling (1950, Nebesa se řítí), jako C. H. Liddell.
- We Shall Come Back (1951, My se vrátíme) jako C. H. Liddell.
- The Ego Machine (1952, Egostroj).
- Home Is the Hunter (1953, Doma je lovec).
- Or Else (1953, Nebo...).
- A Wild Surmise (1953, Šílené tušení), společně s C. L. Mooreovou.
- Two-Handed Engine (1955, Dvouruký stroj).

### Povídkové cykly

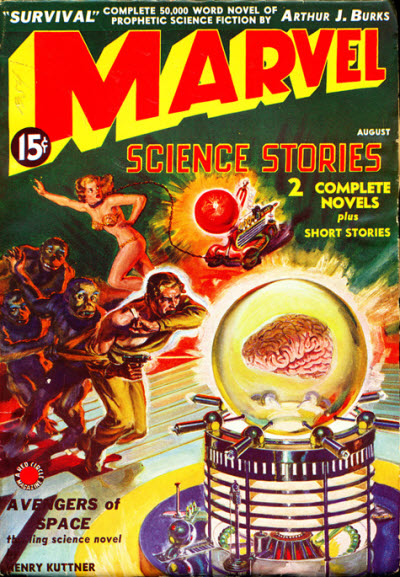
Obálka časopisu Marvel Science Stories z roku 1938 s autorovou povídkou Avengers of Space

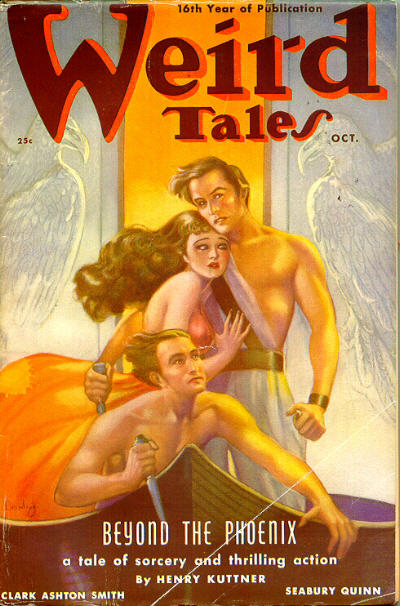
Obálka časopisu Weird Tales z roku 1938 s autorovou povídkou Beyond the Phoenix

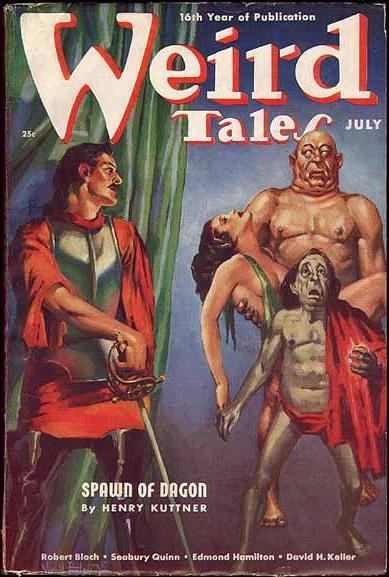
Obálka časopisu Weird Tales z roku 1938 s autorovou povídkou The Spawn of Dagon

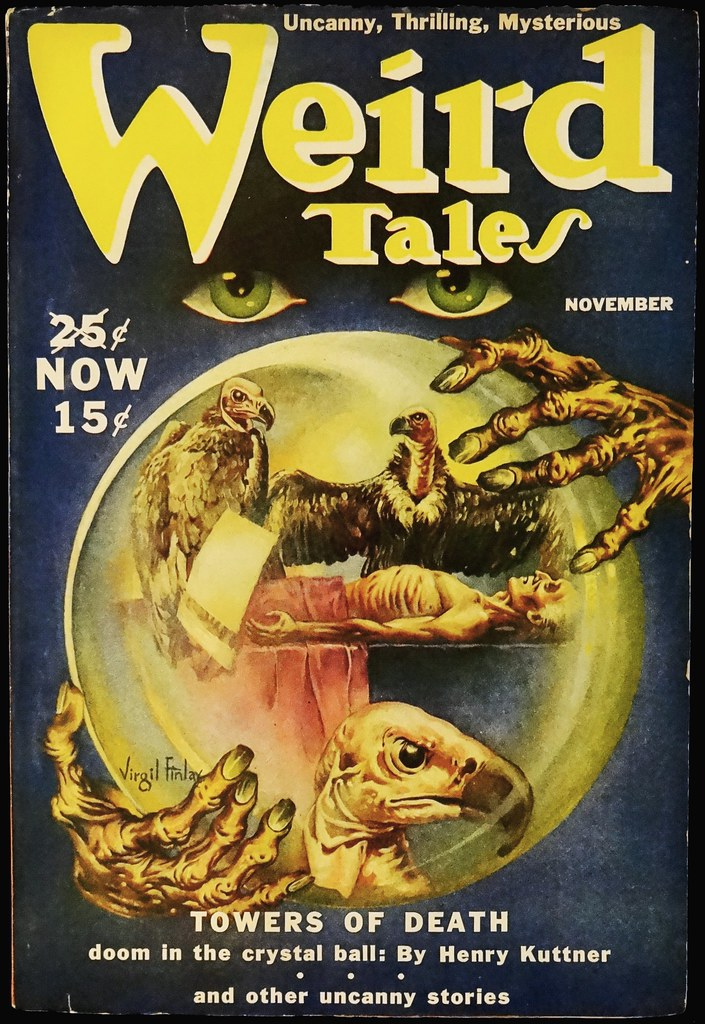
Obálka časopisu Weird Tales z roku 1939 s autorovou povídkou Towers of Death

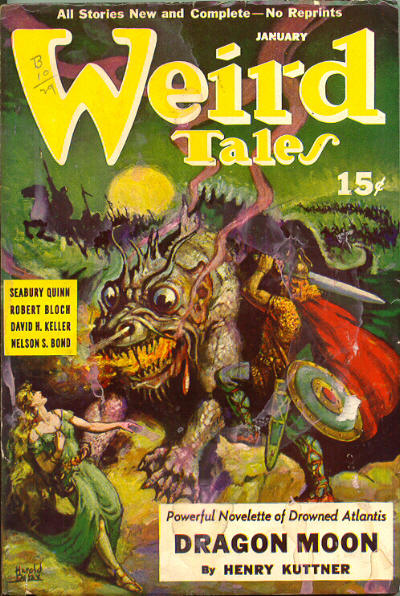
Obálka časopisu Weird Tales z roku 1941 s autorovou povídkou Dragon Moon

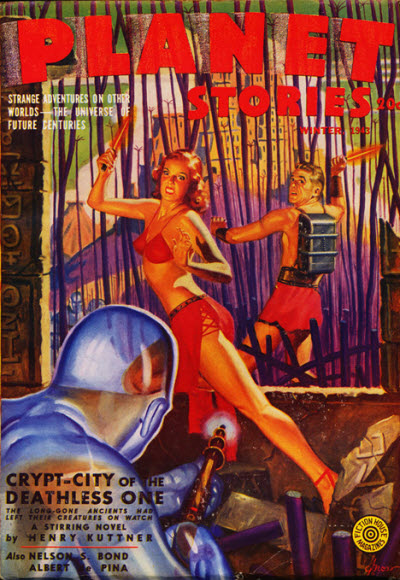
Obálka časopisu Planet Stories z roku 1943 s autorovou povídkou Crypt-City of the Deathless One

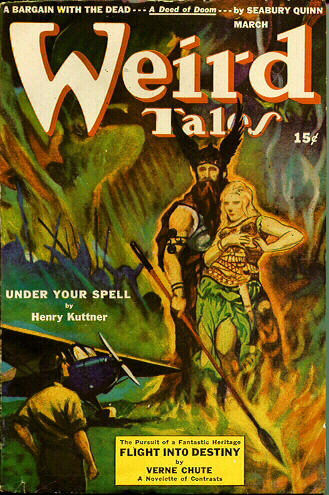
Obálka časopisu Weird Tales z roku 1943 s autorovou povídkou Under Your Spell

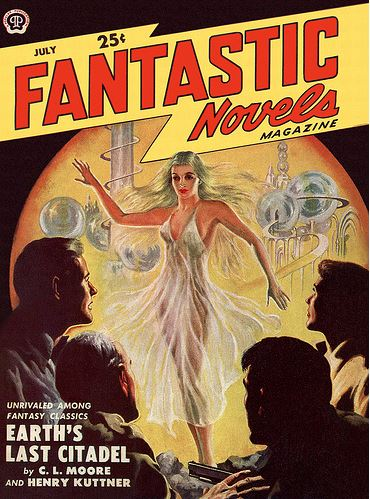
Obálka časopisu Fantastic Novels z roku 1950 s autorovým románem (společně s C. L. Moreeovou) Earth's Last Citadel

- The Elak of Atlantis (Elak z Atlantidy), povídky o princi ze ztracené kolébky lidstva, které v sobě spojují Lovecraftovo kosmické zlo s Howardovými hrdinskými příběhy. Cyklus byl souborně vydán roku 1985 a skládá se z těchto povídek: Thunder in the Dawn (1938, Hromy za rozbřesku), The Spawn of Dagon (1938, Plémě Dagonovo), Beyond the Phoenix (1938, Za Fénixem) a Dragon Moon (1941, Dračí měsíc).
- Prince Raynor (Princ Raynor), dvě povídky ve stylu hrdinské fantasy: Cursed Be the City (1939, Kletba města nebo také Prokleté město) a The Citadel of Darkness (1939, Citadela temnoty).
- Pete Manx (1939-1942), povídkový cyklus o výletech Peteho Manxe do minulosti, napsaný společně s Arthurem K. Barnesem pod pseudonymem Kelvin Kent. Jde o povídky Roman Holiday (1939), World's Pharaoh (1939), Science Is Golden (1940), Knight Must Fall (1940) The Comedy of Eras (1940, Komedie věků), Man About Time (1940), The Greeks Had a War for It (1941), Hercules Muscles In, Dames is Poison (1942), De Wolfe of Wall Street (1943), Grief of Bagdad (1943) a Swing Your Lady (1944).
- Robots Have No Tails (Roboti nemají ocas), humorné povídky napsané společně s C. L. Mooreovou pod pseudonymem Lewis Padgett. Jejich hrdinou je Galloway Gallegher, geniální vynálezce, který ovšem vynalézá pouze, když je na mol opilý. Souborné vydání z roku 1952 obsahuje povídky Time Locker (1943, Časová schránka), The World Is Mine (1943, Svět patří mně), The Proud Robot (1943, Povýšenec nebo také Nadrobot), Gallegher Plus (1943) a Ex Machina (1948).
- Mutant, povídkový román napsaný společně s C. L. Mooreovou pod pseudonymem Lewis Padgett. Příběh vypráví o telepatech žijících na Zemi po atomové válce. Normální lidé jim říkají lysáci, protože jim chybí vlasy a zbylý porost. Lysáci se snaží o soužití s většinovou společností, ale musí také bojovat s paranoidními lysáckými renegáty, kteří chtějí zničit lidstvo, aby se telepaté dostali k moci. Cyklus byl souborně vydaný roku 1953 a skládá se z těchto povídek: The Piper's Son (1945, Pištcův syn nebo také Krysařův syn), Three Blind Mice (1945, Tři slepé myšky), The Lion and The Unicorn (1945, Lev a jednorožec), Beggars in Velvet (1945, Žebráci v sametu), Humpty Dumpty (1953, česky jako Operace Apokalypsa). Ve vydání z roku 1954 byla přidána povídka (epilog) Chapter 6 (v českém vydání pouze jako 6).
- The Hogben Chronicles (Hogbeni), povídkový cyklus napsaný společně s C. L. Mooreovou pod pseudonymem Lewis Padgett. Povídky vypráví o podivuhodné rodině mutantů, kteří žijí mezi obyvateli amerického venkova a snaží se být nenápadní, což se jim díky jejich neuvěřitelným schopnostem příliš nedaří (jsou například schopni si postavit atomový reaktor v kurníku, létají, provádějí transmutaci prvků atp.). Cyklus byl souborně vydán až roku 2013 a skládá se z těchto povídek: Exit the Professor (1947, Profesor se pakuje), Pile of Trouble (1948, Trable s elektrárnou nebo také Potíže s elektřinou), See You Later (1949, Tak nashledanou nebo také Uvidíme se pozdějc a Cold War (1949, Studená válka).

### Povídkové sbírky
- A Gnome There Was and Other Tales of Science Fiction and Fantasy (1950), společně s C. L. Mooreovou pod pseudonymem Lewis Padgett.
- Line to Tomorrow (1951), společně s C. L. Mooreovou pod pseudonymem Lewis Padgett.
- Ahead of Time (1953).
- No Boundaries (1955), společně s C. L. Mooreovou.
- Bypass to Otherness (1961).
- Return to Otherness (1962).
- The Best of Kuttner (1965–1966), dvoudílný výbor.
- Chessboard Planet and Other Stories (1983), společně s C. L. Mooreovou.
- Secret of the Earth Star and Others (1991)
- Book of Iod (1995), knižní vydání autorových povídek z konce třicátých let ovlivněných Lovecraftem. Jde o tyto povídky: The Secret of Kralitz (1936, Tajemství Kralitzů), Eater of Soul (1937, Pojídač duší),  The Salem Horror (1937, Hrůza Salemu), The Black Kiss (1937, Černý polibek, společně s Robertem Blochem), The Jest of Droom-Avista (1937), The Spawn of Dagon (1938, Plémě Dagonovo), The Invaders (1939, Vetřelci), The Frog (1939, Žába), Hydra (1939), Bells of Horror (1939, Zvony hrůzy) a The Hunt (1939, Hon).

### Romány
- When New York Vanished (1940).
- A Million Years to Conquer (1940), knižně 1968 jako The Creature from beyond Infinity.
- Earth's Last Citadel (časopisecky 1943 a 1950, knižně 1964), společně s C. L. Mooreovou.
- Tomorrow and Tomorrow (1946, knižně 1963).
- The Fairy Chessmen (1946), knižně 1956 jako Chessboard Planet a roku 1963 jako The Far Reality.
- The Dark World (1946, knižně 1965).
- Valley of the Flame (1946, kniřně 1964), pod pseudonymem Keith Hammond.
- The Brass Ring (1946), knižně také roku 1946 jako Murder in brass, detektivní román, společně s C. L. Mooreovou pod pseudonymem Lewis Padgett.
- The Day He Died (1947), detektivní román, společně s C. L. Mooreovou pod pseudonymem Lewis Padgett.
- Lands of the Earthquake (1947),
- Fury (1947, Zběsilost), česky jako Zuřivec, společně s C. L. Mooreovou pod pseudonymem Lawrence O'Donnell, knižně 1950 a roku 1958 jako Destination: Infinity, román navazující na novelu Clash by Night (1943). Obě díla vypráví o boji mezi smrtelnými a nesmrtelnými kolonizátory Venuše poté, co byla Země zničena v jaderné válce.
- The Mask of Circe (1948, knižně 1971), společně s C. L. Mooreovou.
- The Portal in the Picture (1949), knižně 1954 jako Beyond Earth's Gates (Za branami Země), společně s C. L. Mooreovou pod pseudonymem Lewis Padgett, román vyprávějící o velice drsném světě, pro jehož obyvatele je nebem naše Země.
- The Time Axis (1949, knižně 1965).
- The Well of the Worlds (1952, knižně 1953, Studna světů), společně s C. L. Mooreovou pod pseudonymem Lewis Padgett.
- Man Drowning (1952), detektivní román.
- The Murder of Eleanor Pope (1956), detektivní román s hlavním hrdinou Michael Grayem.
- The Murder of Ann Avery (1956), detektivní román s hlavním hrdinou Michael Grayem.
- Murder of a Mistress (1957), detektivní román s hlavním hrdinou Michael Grayem.
- Murder of a Wife (1958), detektivní román s hlavním hrdinou Michael Grayem.

## Adaptace

### Film a televize
- The Dark Angel (1951, Temný anděl), epizoda z amerického televizního seriálu Tales of Tomorrow, režie Charles S. Dubin.
- What You Need (1952, Co potřebujete), epizoda z amerického televizního seriálu Tales of Tomorrow, režie Charles S. Dubin.
- The Twonky (1953), americký film podle autorovy povídky (společně s C. L. Mooreovou), režie Arch Oboler.
- Price on His Head (1958), televizní western podle autorova námětu, režie Richard L. Bare.
- Tales of Frankenstein (1958), krátký televizní film podle autorova námětu (společně s C. L. Mooreovou), režie Kurt Siodmak.
- What You Need (1959, Co potřebujete), epizoda z amerického televizního seriálu The Twilight Zone, režie Alvin Ganzer.
- Masquerade (1961), epizoda z amerického televizního seriálu Thriller, režie Herschel Daugherty.
- The Eye (1966), epizoda z amerického televizního seriálu Out of the Unknown podle autorovy povídky (společně s C. L. Mooreovou) Private Eye, režie Peter Sasdy.
- Tout spliques étaient les Borogoves (1970), francouzský televizní film podle autorovy povídky (společně s C. L. Mooreovou) Mimsy Were the Borogoves, režie Daniel Le Comte.
- Grand Tour: Disaster in Time (1992), také jako Timescape, americký film podle autorovy povídky (společně s C. L. Mooreovou) Vintage Season, režie David Twohy.
- The Graveyard Rats, epizoda za amerického povídkového filmu Trilogy of Terror II (1996), režie Dan Curtis.
- The Last Mimzy (2007), americký film podle autorovy povídky (společně s C. L. Mooreovou) Mimsy Were the Borogoves, režie Robert Shaye.

### Rozhlas
- Byl to démon (2010), česká rozhlasová dramatizace autorovy povídky Call Him Demon z roku 1946. Překlad: Tomáš Korbař, damatizace a režie: Dimitrij Dudík, hudba: Marko Ivanovic.[5]

## Česká vydání

### Samostatné povídky
- Chrudošiví jsou borolové, obsaženo v antologii Labyrint (SNDK, Praha 1962), v antologii Od Heinleina po Aldisse (AFSF, Praha 1994) a v antologii Síň slávy: Nejlepší SF povídky všech dob 1929-1946 (Baronet, Praha 2003), přeložil Václav Kajdoš.
- Byl to démon, obsaženo v antologii Tichá hrůza (Mladá fronta, Praha 1967) a v antologii Hlas krve (Najáda, Praha 1996), přeložil Tomáš Korbař.
- Studená válka, obsaženo ve fanbooku Science Fiction 6 z roku 1982.
- Potíže s elektřinou, vyšlo vyšlo ve fanbooku SF 1982/3 (SFK Villoidus-MFF UK Praha), ve fanzinu Kurýr 1984 č. 1 (SFK Odysseus Brno), ve fanzinu Laser 1985 č. 2 (SFK Laser Čelákovice), ve fanzinu Bene Gesserit 2 (SFK Winston Praha 1987) a pod názvem Trable s elektrárnou v antologii Navštivte planetu Zemi! (Mladá fronta, Praha 1987), přeložil Václav Kajdoš.
- Šťastný konec, vyšlo ve fanbooku SF 1983/5 (SFK Villoidus-MFF UK Praha) a v časopise Ikarie 1995/12, přeložil Jan Pavlík.
- Léčebná kúra, vyšlo ve fanbooku Lety zakázanou rychlostí 1 (SFK VAAZ Brno 1985, přeložil Jan Pavlík) a v časopise Ikarie 1996/01 (přeložila Linda Bartošková).
- Když se větev utrhne, obsaženo ve fanbooku Lety zakázanou rychlostí 3, SFK BC VÚMS Praha 1988, přeložila Linda Bartošková.
- Železný standard, vyšlo ve fanzinu Mozek Plus, SFK Möbius, Jihlava 1989.
- Kletba města vyšlo ve fanbooku Ghul 2, Print Centrum 1990 a pod názvem Prokleté město v časopise Ikarie 1995/10.
- Komedie věků, vyšlo v časopise Ikarie 1995/07, přeložila Olga Syřišťová.
- Oko do soukormí, vyšlo v časopise Ikarie 1995/08, přeložil Ivan Adamovič.
- Kasička, vyšlo v časopise Ikarie 1996/06, přeložila Olga Syřišťová.
- Teď se nedívejte, vyšlo v časopise Ikarie 1996/08, přeložil Jan Kantůrek.
- Ideální jaro, vyšlo v antologii Na vrcholu Zlatého věku (Mustang, Plzeň 1996) a v antologii Síň slávy mistrů SF II A (Baronet, Praha 2006), přeložil Pavel Medek.
- Hřbitovní krysy, obsaženo v antologii Hlas krve, Najáda, Praha 1996, přeložil Jan Kantůrek.
- V úctě věnuje autor, vyšlo v časopise Trosky 1/1996, přeložil Jiří Markus.
- Nadrobot, vyšlo v časopise Ikarie 1997/02, přeložil Miroslav Valina.
- Harmonizátor, vyšlo v antologii Divodějní, Talpress 1997, přeložila Agáta Kratochvílová.
- Já, vampýr, vyšlo v antologii Upíři, démoni & spol., Albatros, Praha 2010.
- Tajemství Kralitzů, vyšlo v časopise A2, číslo 2015/6, přeložila Jitka Cardová.

### Knihy
- Čarovný svět Henry Kuttnera, Albatros, Praha 2001, přeložili Pavel Medek, Václav Kajdoš, Veronika Volhejnová a Tomáš Korbař, výbor obsahuje povídky Zlo, které známe, Maškaráda, Twonka, Chrudošiví jsou borolové, Železný standard, Až se ucho utrhne, Krysařův syn, Absolon, Byl to démon, Tak nashledanou, Egostroj a Nebo....
- Past v čase, Epocha, Praha 2008, sestavil Ondřej Müller, přeložili Pavel Medek a Richard Podaný, výbor obsahuje povídky Past v čase, Byl jednou jeden trpaslík, Slepá ulička, Šok, Bytová krize, Linka do zítřka, Co potřebujete, Kamufláž, Zkušební pilot, Nebesa se řítí, Šílené tušení, Doma je lovec a Dvouruký stroj.
- Elak z Atlantidy, Laser, Plzeň 2009, přeložil Roman Tilcer, svazek obsahuje povídky Hromy za rozbřesku, Plémě Dagonovo, Za Fénixem a Dračí měsíc
- Roboti nemají ocas, Laser, Plzeň 2010, přeložil Miroslav Valina, svazek obsahuje povídky Časová schránka, Svět patří mně, Povýšenec, Gallegher plus a Ex machina.
- Více než lidé, Laser, Plzeň 2016, přeložil Milan Žáček, kniha obsahuje povídkový román Mutant (příběhy Pištcův syn, Tři slepé myšky, Lev a jednorožec, Žebráci v sametu, Operace Apokalypsa a 6) a povídkový cyklus Hogbeni (povídky Profesor se pakuje, Potíže s elektřinou, Uvidíme se pozdějc a Studená válka).
- Zuživec, Laser, Plzeň 2020, přeložila Veronika Volhejnová.